# Faringite
La faringite, chiamata comunemente mal di gola, è un'infiammazione della faringe, acuta o cronica, che provoca difficoltà nel deglutire e talvolta può essere accompagnata da tosse e secrezione.

## Epidemiologia
Si manifesta principalmente intorno ai 4-7 anni di età mentre raramente si osserva in bambini di età inferiore. L'incidenza aumenta durante l'inverno e all'inizio della stagione primaverile.

## Eziologia
È causata nella maggior parte dei casi da agenti virali, meno spesso da agenti batterici e ancor più raramente da altre cause. Tra le cause virali le più comuni sono l'adenovirus, il morbillo, l'influenza e la mononucleosi; gli streptococchi tra quelle batteriche.
| Diffusione     | Virus                                                                                               | Batteri                                                              |
| -------------- | --------------------------------------------------------------------------------------------------- | -------------------------------------------------------------------- |
| Frequenti      | Adenovirus (tipo 1-2-3-5)                                                                           | Streptococco beta-emolitico gruppo A (SEBA)                          |
| Meno frequenti | Enterovirus, Virus di Epstein-Barr, Influenzali-Paraifluenzali, Virus respiratorio sinciziale umano | Chlamydophyla pneumoniae, Streptococchi C-G, Mycoplasma pneumoniae   |
| Rari           | Coronavirus, Rhinovirus                                                                             | Neisseria gonorrhoeae, Neisseria meningitidis                        |
| Molto rari     | .                                                                                                   | Haemophilus influenzae, Moraxella catarrhalis, Staphylococcus aureus |

## Sintomatologia
I sintomi e i segni clinici variano anche a seconda dell'agente patogeno, in comune si ha un improvviso mal di gola associato con febbre e difficoltà di deglutizione (disfagia), cefalea, nausea, vomito, dolore addominale. Più raramente si mostrano congiuntivite, tosse, diarrea o malessere generalizzato.

## Terapia
Nel solo caso di faringite batterica (confermata tramite tampone faringeo), si somministrano antibiotici, fra cui la classe delle penicilline che rimangono il farmaco di scelta. L'amoxicillina è il farmaco di scelta per il SEBA. Il razionale della terapia antibiotica è quello di eradicare la possibile infezione batterica e prevenire complicanze sistemiche. La maggior parte delle forme sono virali e quindi non suscettibili di terapia antibiotica, gli antibiotici vengono indebitamente utilizzati per contrastare la possibile infezione da Streptococcus beta-emolitico di gruppo A. In caso di sospetta allergia si somministra l'eritromicina. I FANS vengono utilizzati per ridurre la sintomatologia.
All'interno della faringe, l'ingrossamento delle adenoidi può portare alla necessità dell'asportazione chirurgica delle stesse, soprattutto se rendono la respirazione difficoltosa.